# Leichtathletik-Weltmeisterschaften 2011/Teilnehmer (Benin)
| Gelbes Symbol für Goldmedaillen mit stilisierten Olympischen Ringen | Graues Symbol für Silbermedaillen mit stilisierten Olympischen Ringen | Braundes Symbol für Bronzemedaillen mit stilisierten Olympischen Ringen |
| ------------------------------------------------------------------- | --------------------------------------------------------------------- | ----------------------------------------------------------------------- |
| —                                                                   | —                                                                     | —                                                                       |

Der Leichtathletik-Verband Benins stellte bei den Leichtathletik-Weltmeisterschaften 2011 im koreanischen Daegu zwei Teilnehmer.

## Ergebnisse

### Männer

#### Laufdisziplinen
| Athlet           | Disziplin | Vorlauf | Vorlauf | Halbfinale    | Halbfinale    | Finale        | Finale        |
| Athlet           | Disziplin | Zeit    | Platz   | Zeit          | Platz         | Zeit          | Platz         |
| ---------------- | --------- | ------- | ------- | ------------- | ------------- | ------------- | ------------- |
| Mathieu Gnanligo | 400 m     | 47,01 s | 28      | ausgeschieden | ausgeschieden | ausgeschieden | ausgeschieden |

### Frauen

#### Laufdisziplinen
| Athletin          | Disziplin    | Vorlauf | Vorlauf | Halbfinale    | Halbfinale    | Finale        | Finale        |
| Athletin          | Disziplin    | Zeit    | Platz   | Zeit          | Platz         | Zeit          | Platz         |
| ----------------- | ------------ | ------- | ------- | ------------- | ------------- | ------------- | ------------- |
| Bimbo Miel Ayedou | 400 m Hürden | 58,80 s | 34      | ausgeschieden | ausgeschieden | ausgeschieden | ausgeschieden |